# Pàdel
|  | Aquest article tracta sobre l'esport amb pales. Si cerqueu el controlador de videojocs, vegeu «paddle». |

El pàdel (IPA: [ˈpa.ðəɫ]) és un esport de pilota en què s'enfronten dues parelles de jugadors, que es desenvolupa en una pista rectangular de 10 metres d'amplada per 20 de llargada dividida transversalment per una xarxa i circumdada per parets en els fons i en els extrems dels laterals i una reixa metàl·lica al llarg de tot el perímetre. L'objectiu del joc és colpejar la pilota amb una pala per fer-la passar per damunt de la xarxa, de manera que l'adversari no la pugui tornar.

## Història

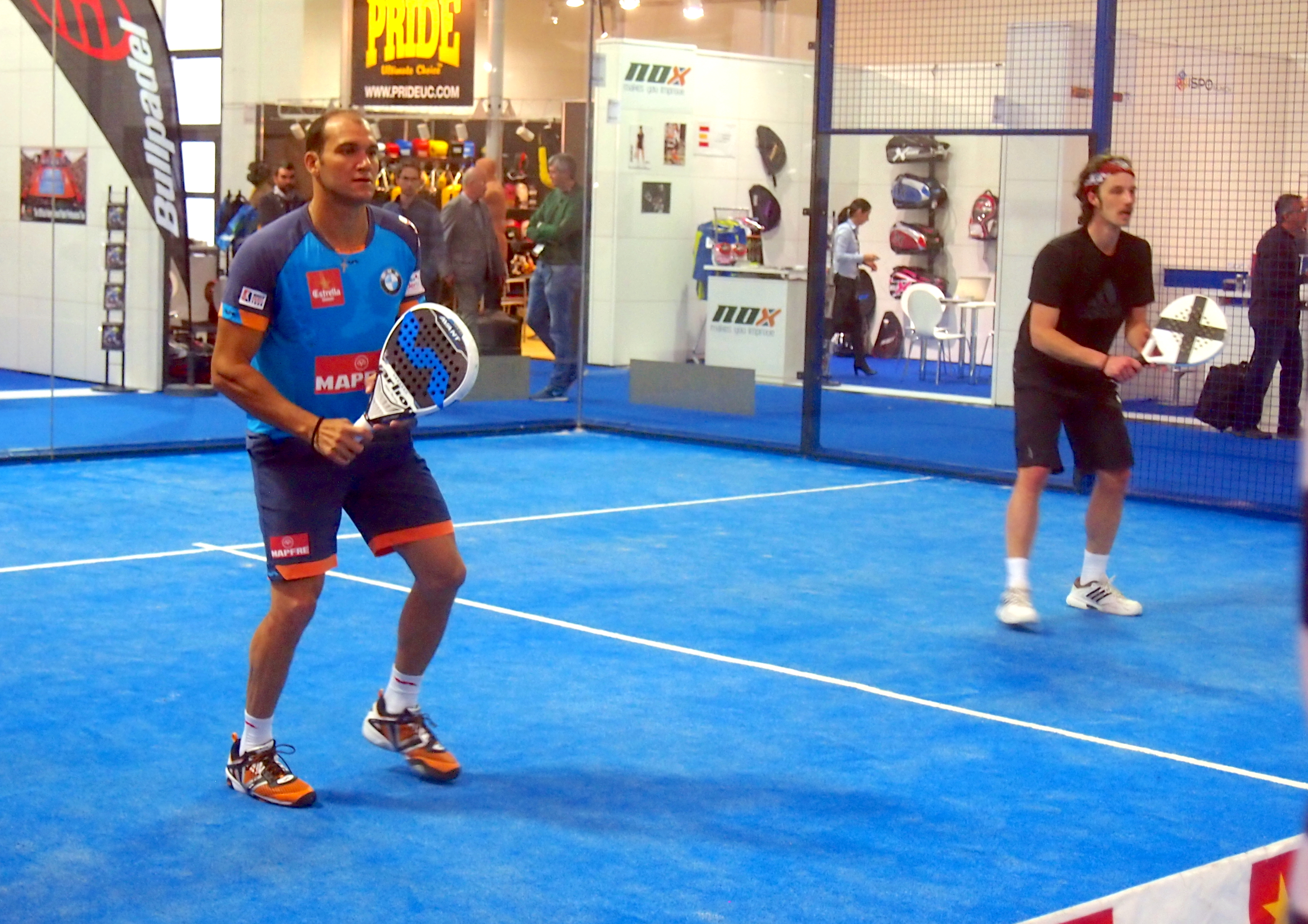
Padel area en ISPO 2014

El 1974 Alfonso de Hohenlohe viatjà a Mèxic convidat pel seu amic Enrique Corcuera. Durant la seva estada es va interessar per la pràctica d'un nou esport que recentment havia creat el seu amic, incorporant a un frontó una altra paret oposada d'uns 3 metres d'alçada, col·locant una xarxa al mig i tancant els costats d'aquesta pista amb una malla metàl·lica. Es jugava amb pales de fusta i rebia el nom de pàdel-tennis.
El seu entusiasme per aquesta nova modalitat esportiva no es va fer esperar, ja que Alfonso de Hohenlohe, en tornar a Espanya i després d'estudiar i perfeccionar alguns detalls de la pista i regles del joc, va construir les primeres pistes espanyoles al Marbella Club. Així va començar a promocionar el pàdel entre els seus amics de la jet-set, els quals de seguida s'hi van aficionar.
L'èxit que va tenir en poc temps va atraure figures destacades del tennis com Manolo Santana, que va començar a organitzar torneigs i a propagar el pàdel en tota la Costa del Sol, on diversos clubs van començar a construir les seves pròpies pistes. A l'Estat espanyol, el pàdel començà a expandir-se a les grans ciutats i clubs esportius de Madrid, Barcelona, Extremadura, Andalusia, Galícia i el País Basc. Es creà la infraestructura necessària per a la pràctica d'aquest esport per tot el territori i l'organització del Circuit Nacional de Torneigs que es desenvolupà als clubs més prestigiosos, disputant-se en 1985 el primer campionat d'Espanya.
El ràpid creixement d'aquest esport va fer que el 25 de juliol de 1991 es creés a Madrid la Federación Internacional de Pàdel sota la presidència de Julio Alegria Artiach, i que el 1992 es disputés a Sevilla la primera edició del Campionat del Món de Pàdel amb la participació d'onze països. El mes de Maig de 1993 el Consejo Superior de Deportes va reconèixer el pàdel com a modalitat esportiva, i un any després es va aprovar la constitució de l'Agrupación Española de Pàdel, que finalment es constituí en Federación Española.
La paraula «paddle» es va castellanitzar com a «pádel», paraula inclosa a la vint-i-tresena edició del Diccionari de la llengua espanyola de la Reial Acadèmia Espanyola, entre altres coses intentant diferenciar-se de l'esport homònim que es practica als Estats Units, amb diferents regles.
Actualment aquest esport està molt de moda i es poden veure pistes en clubs d'esports. Per jugar es necessita roba adequada (sabatilles esportives, pantalons/faldilles i samarreta/polo d'esport), pales, pilotes, així com una pista de pàdel.

## El pàdel a Catalunya
El pàdel va arribar a Catalunya a mitjans dels anys vuitanta, i va viure una primera expansió en els noranta i des de la creació de la Federació Catalana el 2004, ha crescut de manera espectacular en nombre de clubs, llicències federatives i practicants. L'any 1984 es va construir la primera pista de pàdel al Reial Club de Golf del Prat i l'any següent també ho van fer el Club Esportiu Bonasport de Barcelona i el Club de Tennis Ciutat Diagonal d'Esplugues de Llobregat, que van ser els dos principals impulsors d'aquest esport. L'èxit que va tenir el pàdel va animar altres clubs com el Reial Club de Polo, el Reial Club de Tennis Barcelona i el Can Mèlich Club de Sant Just Desvern a construir també pistes de pàdel per a practicar aquest esport, que va créixer molt ràpidament i va anar guanyant practicants. A conseqüència d'això, el 1990 es va constituir l'Associació Catalana de Pàdel, que aquell mateix any va expedir les primeres catorze llicències de jugador i va organitzar el primer Campionat de Catalunya.

## Reglament

### Posició dels jugadors
Cada parella de jugadors es col·locarà en cadascun dels camps, ubicats a cada costat de la xarxa. El jugador que posi la pilota en joc és el que treu (servidor), i el que contesta el que resta (restador). El jugador que rep pot posar a qualsevol lloc del seu camp, igual que el seu company i el del servidor, que també poden situar-se en qualsevol posició en els seus camps. Les parelles canviaran de costat quan la suma dels jocs de cada set sigui nombre imparell. Si es comet un error i no es produeix el canvi de costat, els jugadors corregiran aquesta situació tan aviat com es descobreixi l'error, seguint l'ordre correcte. El temps màxim de descans en els canvis de costat serà de 90 segons.

### Elecció de costat i del servei
Es decidirà per sorteig el costat i el dret en el primer joc. La parella que guanyi el sorteig podrà triar entre:
- Servir o restar
- El costat
- Sol·licitar als seus contraris que escullin primer.

### Servei
El servei s'ha de fer de la següent manera:
1. El servidor haurà d'estar en el moment d'inici amb els dos peus darrere de la línia de servei, entre la línia central de servei i la paret lateral. Llançarà la pilota per sobre de la xarxa cap al requadre situat a un altre camp, en línia diagonal, fent que boti en aquest requadre o sobre una de les línies que el delimiten, i en primer lloc al rival que estigui situat a la seva esquerra.
2. El servidor botarà la pilota a terra darrere de la línia de servei i entre la línia central i la paret lateral.
3. Un jugador manc podrà botar la pilota utilitzant la seva pala.
4. El servidor queda obligat a no tocar de peus la línia de servei ni a envair la zona que estaria delimitada per la continuació de la línia central, ja que el servei és creuat.
5. En el moment del servei, el jugador haurà de colpejar la pilota a l'altura o per sota de la cintura, considerant aquella en el moment del cop, i tenir almenys un peu en contacte amb el terra.
6. En fer el jugador no podrà caminar, córrer o saltar. Es considera que el jugador no ha canviat de posició encara que realitzi petits moviments amb els peus que no afecti la posició adoptada inicialment.
7. En el moment d'impactar la pilota o en el seu intent fallit amb intenció de colpejar-la, el servei es considerarà efectuat.
8. Si un servei és executat des de la meitat no corresponent, l'error de posició haurà de ser corregit tan aviat com es descobreixi. Tots els punts obtinguts en aquesta situació són vàlids, però si hi ha hagut una sola falta de servei abans de percebre aquesta s'ha de comptar.

### Falta de servei
El servei serà falta si:
- El servidor infringeix el que disposa el servei.
- El servidor falla la pilota a l'intentar colpejar-la.
- Després del servei, la pilota bota fora de l'àrea de servei del restador, la que inclou les línies que la delimiten (les línies són bones).
- Després del servei, la pilota colpeja al seu company.
- Després del servei i passada la xarxa, la pilota bota al camp contrari i toca la malla metàl·lica que delimita el camp abans del segon bot (només per al servei).
- Després del servei, la pilota toca alguna de les parets del camp del servidor, encara que passi la xarxa i boti en l'àrea de servei.
- Si bota defectuosament la pilota.
- Si triga més de 25 segons aservir després d'haver acabat el punt anterior.

### Ordre de serveis
La parella que tingui el dret a servir en el primer joc de cada set, decidirà quin dels companys començarà a servir. En acabar el primer joc, la parella que ha vingut restant passa a servir i així alternativament durant tots els jocs d'un set. Un cop establert l'ordre de servei, aquest no pot ser alterat fins al començament del següent set. En començar cada set, la parella que li correspongui servir decidirà quin dels dos jugadors efectuarà el servei i d'aquí en endavant ho faran per torn, traient un en cada joc. Si un jugador fa sortir del seu torn, el que hagués hagut de servir haurà fer-ho només descobert l'error. Tots els punts comptabilitzats abans de veure l'error són vàlids, però si hi ha hagut una sola falta de servei abans de percebre, aquesta no s'ha de comptar. En el cas que abans d'adonar de l'error s'hagi acabat el joc, l'ordre de servei romandrà tal com ha estat alterat, fins a la finalització del set.

### Restada o devolució
- El jugador que torna haurà d'esperar que la pilota boti dins la seva àrea de servei i haurà de colpejar-la abans del segon bot.
- Si la pilota botés dos cops seguits al camp, encara després d'haver donat en una de les parets, el servei es considerarà punt pel qui serveix. En cas que la pilota colpegi al "cantó" o "pic" que està en la unió del mur amb la malla metàl·lica, el servei només es considerarà vàlid si, després de botar al sòl i donar en el mencionat "cantell", sortint obliquament en direcció al que resta, posant com a límit el sobrepassar la línia imaginària que va des del pic fins a l'altre pic.

### Ordre de la devolució
La parella que rep el servei en el primer joc de cada set decidirà quin dels seus dos integrants començarà a restar, i aquest jugador continuarà rebent el primer servei de cada joc fins a la terminació del set. Cada jugador rebrà durant el joc alternativament el servei i un cop l'ordre hagi estat decidit, no podrà ser alterat durant aquest set, però sí que ho podrà fer al principi d'un nou set. Si durant un joc, l'ordre de restada és alterat per la parella que retorna el servei, l'error es corregirà en el moment en què es descobreixi. Tots els punts comptats abans de veure l'error són vàlids. En els jocs següents d'aquell set, la parella adoptarà la col·locació escollida en iniciar el mateix.

### Nombre de serveis
El jugador que serveix tindrà dret a un segon servei si el primer no hagués estat vàlid. Aquest segon servei es realitzarà des del mateix costat en què es va efectuar l'anterior i a continuació del primer.

### Preparació del receptor
El servidor ha d'esperar que el restador estigui preparat. Si el restador no ho està, ni fa l'intent per a la devolució, el servidor haurà de repetir el servei. El restador pot aturar el joc si no està preparat. Els dos jugadors, el servidor i el restador, han de respectar el temps màxim de 25 segons (regla 4 - h).

### Servei que toca un jugador
Si el jugador que torna o el seu company la pilota colpeja o la toquen amb la pala abans que hi hagués botat, es considerarà punt del jugador al servei.

### Repetició d'un punt. "let"
El servei es repetirà (let) si:
- La pilota toca la xarxa o els pals que la subjecten (si estan dins l'àrea de joc) i després cau a l'àrea de servei del restador, sempre que no toqui la malla metàl·lica abans del segon bot.
- La pilota després de tocar la xarxa o els pals (si estan dins l'àrea de joc) colpeja a qualsevol oposant o article que portin o duguin posat.
- S'efectua quan el restador no està preparat.

### Interferència
Quan un jugador sigui molestat per qualsevol cosa fora del seu control, amb excepció de les instal·lacions de la pista o el seu company, el punt s'ha de repetir, "let". Si un jugador comet una acció, ja sigui deliberada o involuntària, que molesti al seu contrincant per a l'execució d'un cop, l'àrbitre, en el primer cas, concedirà el punt al contrincant i en el segon ordenarà la repetició del punt, "let", quan el jugador que hagi molestat l'hagi guanyat.

### Joc decisiu o joc
Quan prèviament s'hagi establert, en cas d'empat a 6 jocs es jugarà una mort sobtada o "joc decisiu". El "joc decisiu" el guanyarà el primer que arribi a 7 punts, sempre que ho faci amb 2 d'avantatge.

### Pilota en joc
La pilota serà colpejada alternativament per un o altre jugador de cada parella. La pilota està en joc des del moment en què s'efectuï el servei (excepte que hagi estat falta o "let"), i manté en joc fins que el punt quedi decidit. Això passarà quan la pilota toqui directament les parets del camp contrari, o la malla metàl·lica, o boti dos cops a terra, o bé, quan impulsada per un jugador boti correctament en el camp contrari i se surti dels límits superiors (perímetre exterior) de la pista (fons i lateral). Si la pilota surt pel fons el tant haurà acabat en el moment en què la pilota sobrepassi el límit superior o impacte en les xarxes suplementàries a la malla metàl·lica que es col·loquen en algunes pistes ". També acabarà el tant en el moment en què la pilota impacti en les xarxes suplementàries a la malla metàl·lica que es troben en els laterals de la pista.

### Volea
Tot jugador podrà retornar la pilota de volea, amb excepció del servei.

### Pilota que colpeja en els elements de la pista
Es consideren elements de la pista a les cares internes de les parets, la malla metàl·lica que tanca la pista, el sòl, la xarxa i els pals de la xarxa sempre que aquests es trobin dins l'àrea de joc. Si la pilota en joc colpeja qualsevol dels elements de la pista després d'haver botat en el camp, la pilota romandrà en joc i s'haurà de tornar abans que boti per segona vegada en el seu camp. Si la pilota colpeja en els focus d'il·luminació o al sostre, en el cas de pistes cobertes, el punt acaba.

### Transitòria
En algunes pistes, entre els pals que subjecten la xarxa i la xarxa metàl·lica queda un espai. Si la pilota passés per aquest espai, només serà considerada bona si a judici de l'àrbitre ha passat a una alçada superior a la de la xarxa.

### Continuïtat del joc
El partit ha de ser continu a partir del primer servei fins a l'acabament, excepte:
1. En els períodes de descans permesos
2. En els canvis de camp)
3. En els partits jugats a 3 sets, on es podrà fer un descans de 10 minuts.
4. El partit mai haurà de suspendre, retardar o interferir amb el propòsit de permetre que un jugador recuperi forces o rebi instruccions o consells (excepte en els temps permesos).

## Pista

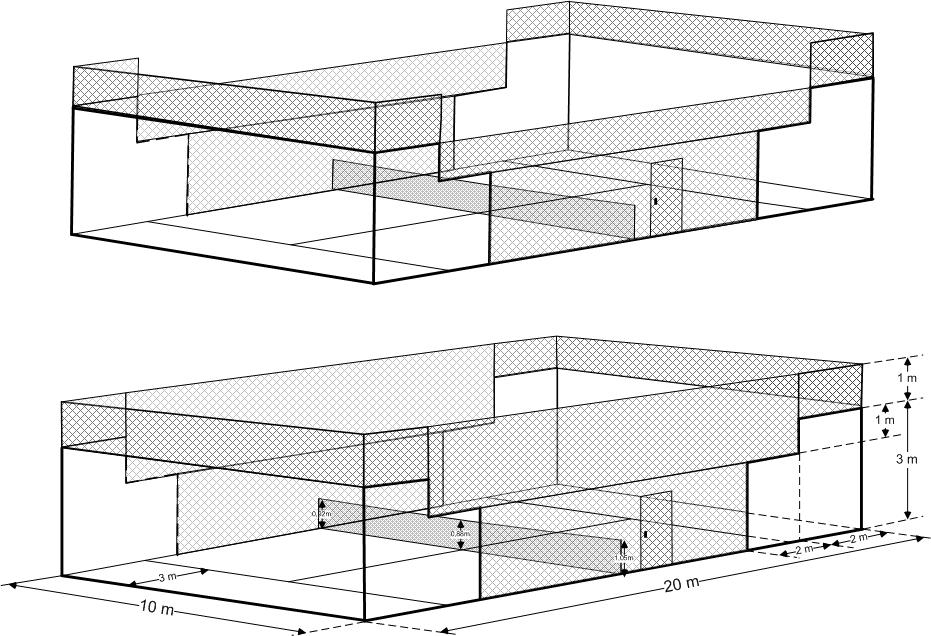
Mesures de la pista de pàdel

- És un rectangle de 10 metres d'ample per 20 metres de llarg, està dividit en dos parts per una xarxa.[4]
- L'alçada de la xarxa és de 0,88 metres.
- La distància mínima entre els pals de la xarxa és de 9,25 metres.
- La línia de servei és a una distància de 3 metres del fons de la pista.
- La pista està tancada, és a dir, l'envolten quatre parets en les quals una parts són reixa i l'altra part vidre. El sostre està descobert.
- Els murs del fons són de 3 metres d'altura. Les parets tenen una longitud de 5 metres.

## Material

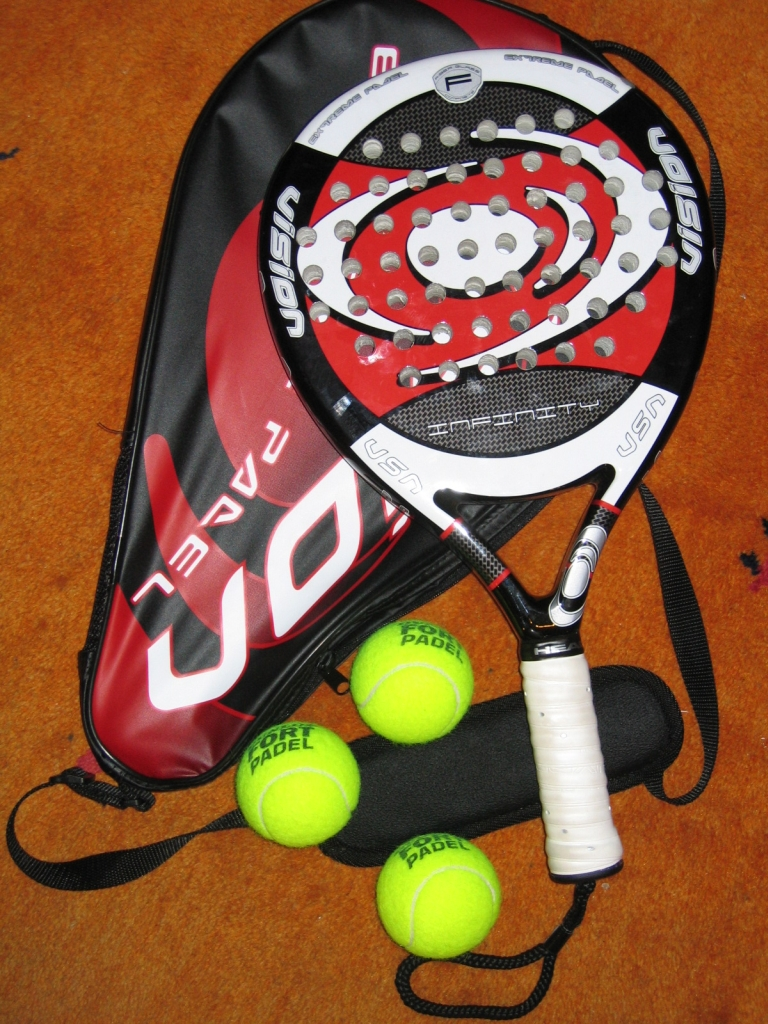
Pala i pilotes de pàdel

- Pala i pilotes de pàdelPala de pàdel: La pala pesa entre 350 i 380 grams, i mesura 38 mil·límetres. La corda de la pala s'ha de portar lligada al canell, ja que si no no es pot jugar.
- Pilotes de pàdel: Les pilotes són similar a les de tennis, encara que es diferencien en la textura perquè són més dures.

- Sabates esportives per pàdel: Respecte al calçat, la sola normalment té forma de trèvol perquè d'aquesta manera s'agafa bé a la superfície. Les pistes tenen una espècie de sorra composta per un àcid que fa que no rellisqui tant i que les pilotes surtin amb la potència que porten en un principi.

## Puntuació
Quan un jugador guanya el seu primer punt se li assigna la puntuació de 15; guanyant el segon, la seva puntuació s'eleva a 30; quan guanya el tercer la puntuació arriba a 40, i al quart punt el jugador guanya el "joc". Si cadascun dels jugadors ha guanyat tres punts, se li dona el nom de "iguals"; el que ho guanyi després se li diu avantatge, si el mateix jugador guanya el punt següent, guanya el "joc"; si, contràriament ho perd, s'anuncia altra vegada "iguals", i així successivament fins que un dels jugadors hagi marcat dos punts més que l'altre; llavors, guanya el joc.
El jugador que guanya primer sis jocs, guanya un set; tret que el contrari n'hagi guanyat cinc, en aquest cas haurà de jugar-se un joc més, i si aconsegueix set jocs, guanya el set. Si empaten a sis jocs: s'ha d'aconseguir desempatar amb dos jocs de diferència, si costa molt el desempat, s'ha de fer la mort sobtada “tie break”.
Els jugadors podran descansar quan es canvien de costat, i si s'arriba a cinc sets, hi haurà un descans de 10 minuts.
Traurà en primer lloc el jugador al que li correspongués, en cas de no haver hagut mort sobtada, i ho farà des del costat dret de la seva pista, traient una sola vegada. A continuació traurà el contrari 2 vegades, començant a fer-lo des del costat esquerre, i així successivament.

## Els cops al pàdel
El pàdel és un esport on sia ja per mística o bé per la multiplicitat d'esdeveniments que poden ocórrer durant el joc (xoc de pilota amb la paret, pilotes baixes, pilotes altes, contrincants al fons, contrincants prop de la xarxa...) té molt ben descrits un ampli ventall de maneres de colpejar la pilota amb la pala. No tan sols en són molts aquests cops sinó que a més són radicalment distintius i diferents entre sí. Són descrits a continuació:

### La posició d'espera
Tot i no ser un cop pròpiament dit, la posició d’espera és fonamental per a la preparació tècnica dels diferents cops. El jugador es col·loca de cara als rivals, amb la pala agafada per la mà dominant i l’altra mà recolzada suaument sobre el coll de la pala, sense subjectar-la fermament.
En funció de la ubicació dins la pista, es distingeix entre dues posicions: “al fons” (entre la línia de servei i la paret del fons) i “a la xarxa” (a prop de la xarxa, amb la reixa a banda i banda). En la primera, la pala es manté per sota de la cintura, amb les cames i el canell lleugerament flexionats. En la segona, la pala se situa a l’alçada del pit, amb una postura similar.
Després de cada cop, el jugador ha de recuperar la posició d’espera per estar preparat per a la següent acció.

### La Dreta o "Drive"
Un dels cops fonamentals al pàdel, s'executa generalment quan hom es troba al fons, per bé que es pot realitzar des de qualsevol posició sempre que es deixi botar al terra la pilota primer (verbi gratia en un joc lent amb el 4 jugadors davant de la xarxa). Si el jugador es troba en posició d'espera i la pilota que els adversaris han colpejat (tenint en compte que hi està encarat) li arriba pel costat de la seva mà dominant el podrà realitzar (mà dreta o esquerra, no es confongui amb el nom del cop en sí, que és definitivament des del punt de vista del jugador dretà). Per a fer-ho portarà el seu peu de la banda per on arriba la pilota cap enrere, tot pivotant fins a posar-se de costat, per tant encarant-se amb una de les parets laterals del seu camp. Un cop sigui de costat durà la pala cap enrere fins a obrir-la des de com es trobava en la seva posició inicial d'espera uns 150-160 graus. Un jugador novell haurà ara d'assenyalar la direcció en la qual vol colpejar la pilota amb la seva mà no dominant, quedant en una posició semblant a la d'un espanta-ocells (cames flexionades però). Serà important a l'hora afegir més control i potència al cop el mantenir sempre el colze del braç dominant amb un grau de flexió, com més proper sigui el colze al tronc més control obtindrem (cedint potència fins a cert punt).
Quan el jugador ho cregui adequat, mourà la pala en un moviment horitzontal a l'alçada a la que pretén impactar la pilota, tot descrivint un semicercle sobre l'eix del seu propi cos i alliberant lleugerament el canell, tot impactant la pilota just davant del tronc o més endavant (fins l'espatlla no dominant). En aquest moviment serà important que la punta de la pala es trobi a la mateixa alçada del mànec o bé més amunt; cosa que obligarà a una petita flexió amunt de canell i permetrà un major control de la pala. El cop no hauria d'allargar-se més de la posició inicial d'espera de la pala i el jugador hauria de mantenir espatlles i peus (i el braç no dominant els novells) cap a la direcció en que apuntava el seu cop des del principi fins al final del moviment (tot descrivint una línia imaginària que va d'espatlla a espatlla i fins al final del braç). Aquí serà de gran ajuda l'haver disposat la mà no dominant de la manera descrita anteriorment car ens aportarà una referència tant per a l'orientació de la resta del cos com per a la fi del moviment, garantint la direcció desitjada de la pilota.
Serà molt important que el jugador es mantingui amb el mateix nivell de genuflexió amb que ha començat el cop, car garantirà una trajectòria estable en alçada, cosa que és desitjable.
Cal considerar el següent però, a mesura que el nivell de joc augmenta, es fa impossible per als jugadors més experimentats el posar-se de costat si la pilota és colpejada a gran velocitat pels rivals. Així doncs la manera d'evitar aquesta contradicció és sense fer gairebé cap o molt poc moviment de peus orientar el cos tot destriant la direcció del nostre cop tan sols amb les espatlles, tot realitzant una torsió de tronc. Això requerirà més control del cos i de la pala car el recorregut d'aquesta serà menor per a obtenir la mateixa velocitat de pilota que anteriorment amb la tècnica estàndard, car el cop acabarà també en la posició d'espera de fons.

### El Revés
Cop antagònic al "drive" i fonamental també en l'esport, s'executa en les mateixes condicions però quan la pilota arriba per la banda de la nostra mà no dominant. Quan el jugador apreciï que caldrà executar un revés, durà enrere el seu peu de la banda per on arriba la pilota, tot pivotant com és descrit en el "drive". El canvi arriba en que al dur la pala enrere (menys que al "drive", uns 140 graus) ara ho farem amb la mà no dominant acompanyant-la en la seva posició usual (sobre el coll de la pala). Al deixar anar el cop, mentre el braç dominant descriu un moviment semblant a l'indicat al cop anterior, el braç no dominant en fa un d'oposat, "bloquejant" el cop amb la tensió màxima d'ambdós pectorals i acabant en la posició d'espanta-ocells anterior. Aquest moviment sincrònic d'ambdós braços permetrà dirigir la pilota car bloquejarà el braç colpejador en la direcció que indiquem amb les espatlles. En el revés serà òptim impactar la pilota amb la pala a davant l'espatlla dominant o bé un pam més endavant.
Aquells jugadors més experimentats duran a terme la mateixa variació que amb el cop de "drive".

### Volea
Es considera volea qualsevol cop executat sense que la pilota toqui a terra prèviament, seguint els principis tècnics establerts. Una excepció a aquesta definició és la volea de fons, que es realitza des de prop de la línia de servei i consisteix en un "drive" o revés sense permetre que la pilota boti.

#### De "Drive"
Des de la posició d'espera quan el jugador es troba "dalt" si aquest aprecia que la pilota se li acosta per la banda de la mà dominant, durà la pala cap enrere però mai més enllà de la seva espatlla. En el cas del jugador novell, o bé de que la pilota arribi a gran velocitat serà recomanat de dur-la encara menys enrerre fins al punt d'executar el cop per davant del cos del jugador en la seva totalitat. Noti's que en aquest cop hom no ha de moure les cames en la preparació del cop. Caldrà però enfocar la direcció que hom vulgui donar a la pilota amb les espatlles.
Per a la realització del cop, a mesura que s'avanci el braç, serà necessari de moure la cama contrària tot fent una passa endavant cap a la direcció del colpeig. Inclinar el tronc endavant tot induint una sensació de caiguda, que s'atura en fent la passa en qüestió. Cal tenir en compte que davant pilotes que es dirigeixin a velocitat molt alta en relació al nivell del jugador serà necessari executar un bloqueig, on la pala no es mou ni tampoc les cames i tan sols es preté tornar la pilota al camp contrari a mateixa, o menor velocitat a la que ha arribat.
Pel que fa al moviment tècnic de pala i mà 